# Wolkenkunde
Wolkenkunde of nefologie (afkomstig van het Griekse woord nefos voor 'wolk') is de studie van wolken en wolkformaties. De Britse meteoroloog Luke Howard was een belangrijke onderzoeker binnen dit onderzoeksgebied, en formuleerde een nomenclatuur voor wolken.
Hoewel deze tak van meteorologie heden ten dage nog steeds bestaat, wordt de term nefologie nauwelijks gebruikt. De term kwam in gebruik aan het eind van de negentiende eeuw en kwam buiten gebruik te staan in het midden van de twintigste eeuw. In het begin van de eenentwintigste eeuw is de interesse in nefologie (zonder deze naam te gebruiken) sterk toegenomen, omdat meteorologen hun aandacht richtten op de relatie tussen wolken en de opwarming van de Aarde. Sommige wolkenkundigen denken dat de stijging van de mondiale temperatuur de dikte en helderheid (het vermogen lichtenergie om te reflecteren) van wolken laat afnemen, hetgeen weer een verdere stijging van de mondiale temperatuur zou stimuleren.